# جوردان كارفر
جوردان كارفر (بالألمانية: Jordan Carver)‏ (ولدت باسم إنا-ماريا شنيتزر في 30 يناير عام 1983). هي عارضة إغراء وممثلة ألمانية تعيش في الولايات المتحدة.

## النشأة
ولدت كارفر لأبوين من أصل إيطالي وألماني في ترير في جنوب غرب ألمانيا ولديها أخ أكبر منها. بعد أن تخرجت من المدرسة الثانوية والمهنية، عملت كارفر كمديرة فندق، ولكن قررت لاحقاً الدخول إلى عالم الازياء. قبل أن تشتهر، عملت كارفر وراء الكواليس كفنانة تجميل وماكياج لصالح شركة مستحضرات تجميل فرنسية كبيرة. أخيراً، قابلت كارفر مصور خبير شجعها لتكون عارضة. وافقت على ذلك، ثم هاجرت إلى الولايات المتحدة لمتابعة عملها كعارضة واستقرت في لوس أنجلوس، كاليفورنيا.

## المهنة
في يناير 2010 بدأت كارفر مهنتها كعارضة بموقع إلكتروني خاص بها يضم صور إغراء ومقاطع فيديو ومحتويات أخرى. بالإضافة إلى المحتوى الحصري بها، بدأت كارفر تنشر في المجلات في عام 2011. أصبحت كارفر ناجحة نظراً لحجم أثدائها الكبير والغير مألوف مقترناً مع جسدها الممشوق القوام. في فبراير، نشرت كارفر في مجلة الرجال البريطانية زوو ويكلي. في يونيو، نشرت كارفر صوراً عارية لها في المجلة الإيطالية ألولا. في نفس الوقت كان هناك دعاية إعلامية لكارفر في بلدها ألمانيا. ظهرت كارفر في الصحيفة الألمانية بيلد التي أسمتها «يوغا-جوردان» بسبب ممارستها لتمارين اليوغا. في يناير 2012، ظهرت كارفر في البرنامج الترفيهي الأمريكي تي ام زي. في أواخر عام 2012 أصدرت كارفر دي في دي يحتوي على تمارين اليوغا وكان متاحاً في كل من الولايات المتحدة وأوروبا. كما ظهرت كارفر في العديد من مقاطع الفيديو على يوتيوب بالإضافة إلى برنامج أخبار دبليو جي إن الصباحي في شيكاغو. في عام 2013 ظهرت كارفر لأول مرة كممثلة في الفيلم الكوميدي الألماني-الأمريكي Who Killed Johnny حيث قامت بأداء دور عارضة ألمانية ساذجة اسمها غودرون. من يوليو إلى أغسطس 2013، شاركت كارفر في برنامج الواقع الألماني بنات البرية حيث عاشت مع بقية المشاركين في صحاري ناميبيا مع السكان الأصليين.

## وصلات خارجية
- جوردان كارفر على موقع IMDb (الإنجليزية)
- جوردان كارفر على موقع قاعدة بيانات الفيلم (الإنجليزية)